# Axinota obscuripes
Axinota obscuripes är en tvåvingeart som först beskrevs av Meijere 1911.  Axinota obscuripes ingår i släktet Axinota och familjen Curtonotidae. Inga underarter finns listade i Catalogue of Life.